# Las Medias
Las Medias är en ort i Mexiko.   Den ligger i kommunen San José Iturbide och delstaten Guanajuato, i den centrala delen av landet, 220 km nordväst om huvudstaden Mexico City. Las Medias ligger 2 133 meter över havet och antalet invånare är 130.
Terrängen runt Las Medias är kuperad österut, men västerut är den platt. Runt Las Medias är det ganska glesbefolkat, med 36 invånare per kvadratkilometer. Närmaste större samhälle är San José Iturbide, 10,8 km sydväst om Las Medias. Trakten runt Las Medias består i huvudsak av gräsmarker.